# Piresia macrophylla
Piresia macrophylla är en gräsart som beskrevs av Thomas Robert Soderstrom. Piresia macrophylla ingår i släktet Piresia och familjen gräs. Inga underarter finns listade i Catalogue of Life.